# جياكومو دي مارتينو (سياسي)
جياكومو دي مارتينو (بالإيطالية: Giacomo De Martino)‏ هو دبلوماسي وسياسي إيطالي، ولد في 7 سبتمبر 1868 في برن في سويسرا، وتوفي في 25 يونيو 1957 في روما في إيطاليا. انتخب senator of the Kingdom of Italy ‏.